# 弗拉索夫斯科耶湖
55°40′5.7″N 39°44′12.27″E / 55.668250°N 39.7367417°E
弗拉索夫斯科耶湖（俄语：Власовское），是俄羅斯的湖泊，位於該國西部，由莫斯科州負責管轄，處於沙圖拉區，長0.32公里、寬0.26公里，面積0.07平方公里，最大水深3米。